# Tonga az 1996. évi nyári olimpiai játékokon
Tonga az egyesült államokbeli Atlantában megrendezett 1996. évi nyári olimpiai játékok egyik részt vevő nemzete volt. Az országot az olimpián 3 sportágban 5 sportoló képviselte, akik összesen 1 érmet szereztek. Tonga első érmét szerezte az olimpiai játékok történetében.

## Érmesek
| Érem  | Versenyző      | Sportág   | Versenyszám     |
| ----- | -------------- | --------- | --------------- |
| Ezüst | Paea Wolfgramm | Ökölvívás | Szupernehézsúly |

## Atlétika
Férfi
| Versenyző      | Versenyszám | Előfutam | Előfutam | Előfutam | Negyeddöntő | Negyeddöntő | Negyeddöntő | Elődöntő | Elődöntő | Elődöntő | Döntő   | Döntő    |
| Versenyző      | Versenyszám | Idő      | Hely.    | Össz.    | Idő         | Hely.       | Össz.       | Idő      | Hely.    | Össz.    | Idő     | Helyezés |
| -------------- | ----------- | -------- | -------- | -------- | ----------- | ----------- | ----------- | -------- | -------- | -------- | ------- | -------- |
| Toluta'u Koula | 100 m       | 10,71    | 8.       | 76.*     | kiesett     | kiesett     | kiesett     | kiesett  | kiesett  | kiesett  | kiesett | kiesett  |

Női
| Versenyző        | Versenyszám | Selejtező | Selejtező | Döntő    | Döntő    |
| Versenyző        | Versenyszám | Eredmény  | Helyezés  | Eredmény | Helyezés |
| ---------------- | ----------- | --------- | --------- | -------- | -------- |
| Ana Siulolo Liku | Távolugrás  | 606 cm    | 28.       | kiesett  | kiesett  |

* - egy másik versenyzővel azonos eredményt ért el

## Ökölvívás
| Versenyző      | Versenyszám     | Selejtező                    | Nyolcaddöntő                    | Negyeddöntő                    | Elődöntő                    | Döntő                         | Helyezés |
| Versenyző      | Versenyszám     | Ellenfél Eredmény            | Ellenfél Eredmény               | Ellenfél Eredmény              | Ellenfél Eredmény           | Ellenfél Eredmény             | Helyezés |
| -------------- | --------------- | ---------------------------- | ------------------------------- | ------------------------------ | --------------------------- | ----------------------------- | -------- |
| Shane Heaps    | Váltósúly       | Nurbek Kaszenov (KGZ) · 2–11 | kiesett                         | kiesett                        | kiesett                     | kiesett                       | 17.      |
| Paea Wolfgramm | Szupernehézsúly | erőnyerő                     | Szjarhej Ljahovics (BLR) · 10–9 | Alexis Rubalcaba (CUB) · 17–12 | Duncan Dokiwari (NGR) · 7–6 | Volodimir Klicsko (UKR) · 3–7 |          |

## Súlyemelés
Férfi
| Versenyző           | Versenyszám | Szakítás | Szakítás | Lökés                    | Lökés                    | Összesen | Helyezés |
| Versenyző           | Versenyszám | Eredmény | Helyezés | Eredmény                 | Helyezés                 | Összesen | Helyezés |
| ------------------- | ----------- | -------- | -------- | ------------------------ | ------------------------ | -------- | -------- |
| Viliami Tapaatoutai | 91 kg       | 105,0    | 25.      | érvényes kísérlet nélkül | érvényes kísérlet nélkül | kiesett  | kiesett  |